# Chybění
Chybění je česko-slovenský biografický dokumentární film režiséra Štěpána Pecha z roku 2023 o životě a díle česko-slovenského konceptuálního umělce Jána Mančušky, který se výrazně prosadil i v mezinárodním kontextu.

## Uvedení
Film měl premiéru 26. října 2023 na Mezinárodním festivalu dokumentárních filmů Ji.hlava a byl zde zařazen do soutěží Opus Bonum a Česká radost. Do českých kin byl film uveden 7. prosince 2023.

## Ocenění
- 27. Mezinárodní festival dokumentárních filmů Ji.hlava - Opus Bonum - Cena za nejlepší debut